# Школа № 2123 имени Мигеля Эрнандеса
Государственное бюджетное образовательное учреждение средняя общеобразовательная школа с углублённым изучением испанского языка № 110 имени Миге́ля Эрна́ндеса (с 2014 года – № 2123) — среднее учебное заведение в Москве. Школа носит имя испанского поэта-антифашиста Мигеля Эрнандеса.

## История
Школа № 110 образовалась путём слияния нескольких школ.

### Школа № 100

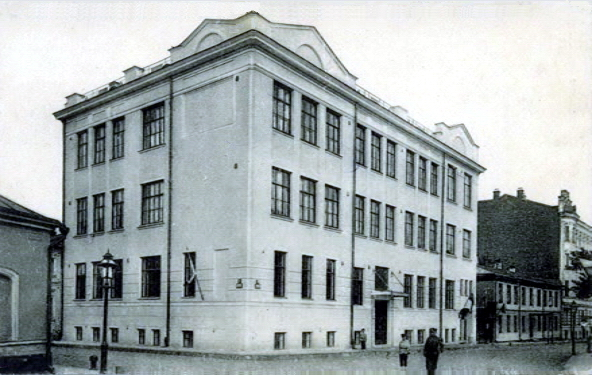
Гимназия М. Г. Брюхоненко, ок. 1910

В 1794 году Гавриил Филиппович Дельсаль (фр. Gabriel Delesalle), сын Филиппа-Огюста Дельсаля, вместе с братом Игнатием (фр. Ignace Delesalle) открыл пансион «для детей благородных родителей», где преподавались иностранные языки, история, география, арифметика, фортепиано и др. В первой половине XIX века пансион занимал половину дома на Посланниковой улице (ныне Посланников переулок) в тогдашней Немецкой слободе.
После смерти Г. Ф. Дельсаля (1815) пансионом владела вдова Мария Адамовна, при которой наступил десятилетний расцвет учебного заведения, где обучалось до 60 воспитанниц. В 1846 году пансион числился за Игнатием Гавриловичем Дельсалем, а 1876 году, когда в пансионе открылись гимназические классы, — за Марией Игнатьевной Дельсаль.

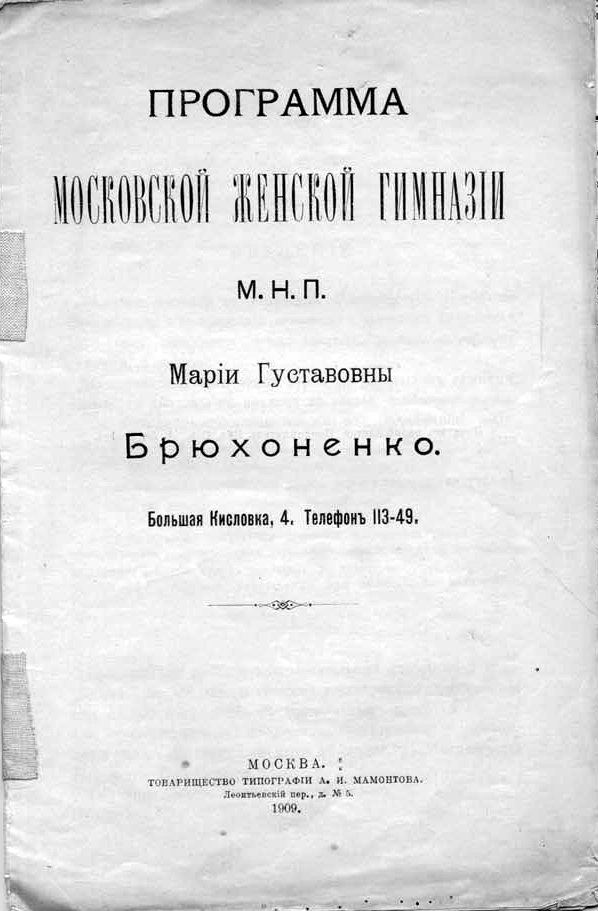
Программа гимназии М. Г. Брюхоненко, 1909

В 1880 году частную женскую классическую гимназию приобрела Зинаида Денисовна Перепёлкина (как полагают исследователи, это было связано со смертью М. И. Дельсаль). В то время в Москве были только две классические гимназии для девочек: гимназия С. Н. Фишер, частично финансировавшаяся из казны, и частная гимназия З. Д. Перепёлкиной, существовавшая только за счёт средств благотворителей и платы за обучение, составлявшей 120 рублей с приходящих и 550 — с пансионерок. В 1883 году в гимназии обучалось 190 человек (число педагогов было — 43), а в 1887 (когда гимназия располагалась, с 1885 года, уже в новом здании в Большом Кисловском переулке — дом 4, безвозмездно переданном О. Н. и Н. Н. Коншиными) — уже 443. В отчёте за 1885 год указывалось, что «гимназия и состоящий при ней пансион занимают весь главный 3-х этажный дом с двумя большими флигелями (1-й в два этажа, другой — в три), расположенными во дворе, которые соединены с главным домом тёплыми галереями»; в гимназии были также лечебница и библиотека в 1500 томов. Преподавание в гимназии вели: В. М. Михайловский, В. Ф. Миллер, А. П. Соколов, А. А. Стрельцов, Е. Н. Щепкин, В. А. Вагнер, В. П. Шереметевский, И. Н. Бухарев, Н. А. Мартынов, А. Е. Еше.
В 1906 году гимназия перешла к Марии Густавовне Брюхоненко, которая отказалась от уклона в сторону классических предметов. В 1910 году гимназия переехала в специально выстроенное для неё, по проекту К. А. Грейнерта, здание (Столовый переулок, 10). В это время здесь стали работать Ю. М. Соколов, Ю. А. Веселовский, В. В. Голубев.
В 1917 году частная гимназия была закрыта, после объединения с мужской гимназией Нечаевой на её базе создана специальная общеобразовательная школа № 159, которая с 1921 года получила название: «Единая трудовая опытно-показательная школа № 3 имени Карла Маркса». В 1920—1930-е годы в ней проводились многочисленные педагогические эксперименты, направленные на поиск новых методик обучения и воспитания. В 1934 году в связи ликвидацией опытных и показательных школ она получила № 100, который сохранила до 1958 года. В 1935 году было введено всеобщее десятилетнее образование. В 1941-1943 годах — в эвакуации. В период 1943—1954 годов, при введении раздельного обучения, школа была женской. В 1958 году объединена со 110-й школой. В 1958—1967 годах осуществлялась реконструкция здания в Столовом переулке, в которое переехала объединённая школа № 110.

### Флёровская гимназия
В 1906 году в Мерзляковском переулке открылась мужская прогимназия с шестилетним сроком обучения.

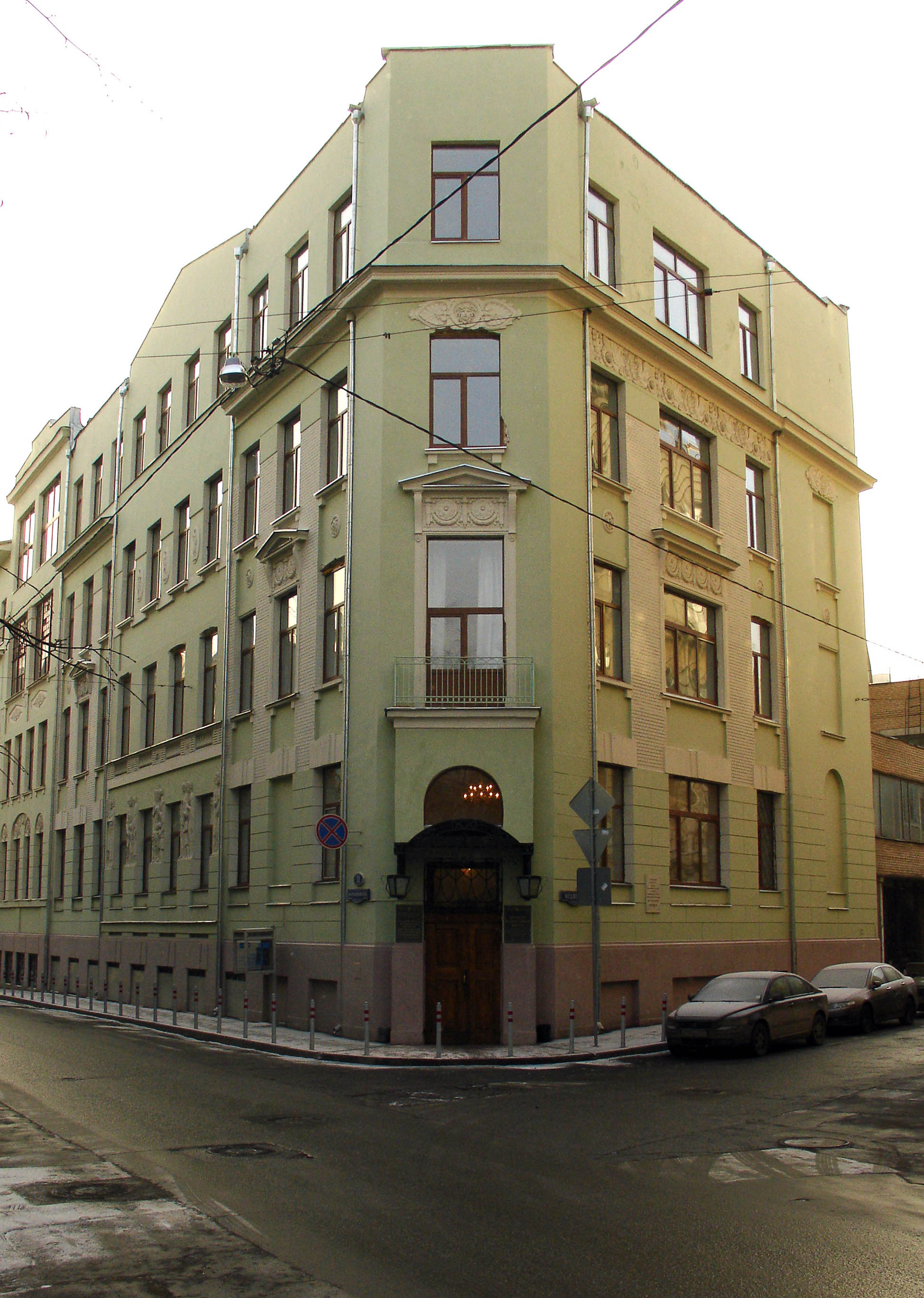
Бывшее здание школы № 110 в Мерзляковском переулке. Архитектор Н. И. Жерихов

В 1910 году она стала мужской гимназией с 8-летним сроком обучения, получила собственное здание, сохранившееся и поныне (Мерзляковский переулок, 11). Попечителем и основателем гимназии был Александр Ефимович Флёров.
Директором гимназии в 1911 году назначен Александр Сергеевич Барков, впоследствии видный ученый-географ, академик. Преподавались русский и иностранные языки, алгебра, геометрия, физика, право и др.
В гимназии Флёрова училось много детей из семей московской интеллигенции: ученых, инженеров, врачей, артистов, художников.
Учились также дети из семей фабрикантов Коншиных, Ляминых, Морозовых, князей Енгалычевых, начальника московского охранного отделения А. П. Мартынова.

### Школа № 110
В 1918 году на базе гимназии Флёрова и женской гимназии Румянцевой была создана общеобразовательная школа № 73 со сроком обучения 7 лет. В 1921 году школа была преобразована в «Единую трудовую опытно-показательную школу № 10 МОНО». В 1922 году школе № 10 присвоено имя полярного исследователя Фритьофа Нансена, одного из организаторов благотоворительной помощи населению России. Ф. Нансен посетил школу в 1925 году.
В 1925 году школа объединяется с детским домом «Светлый путь». Под руководством директора Ивана Кузьмича Новикова (1925—1952 годы) в школе была создана эффективная педагогическая система, направленная на формирование единого школьного коллектива с элементами самоуправления.
В 1934 году школа преобразована в общеобразовательную школу трудового производственного обучения № 110. Школа имела «химический уклон» (учитель химии Л.И.Розина), сохранявшийся до 1967 года, и в 1941 году получила имя академика Н. Д. Зелинского.

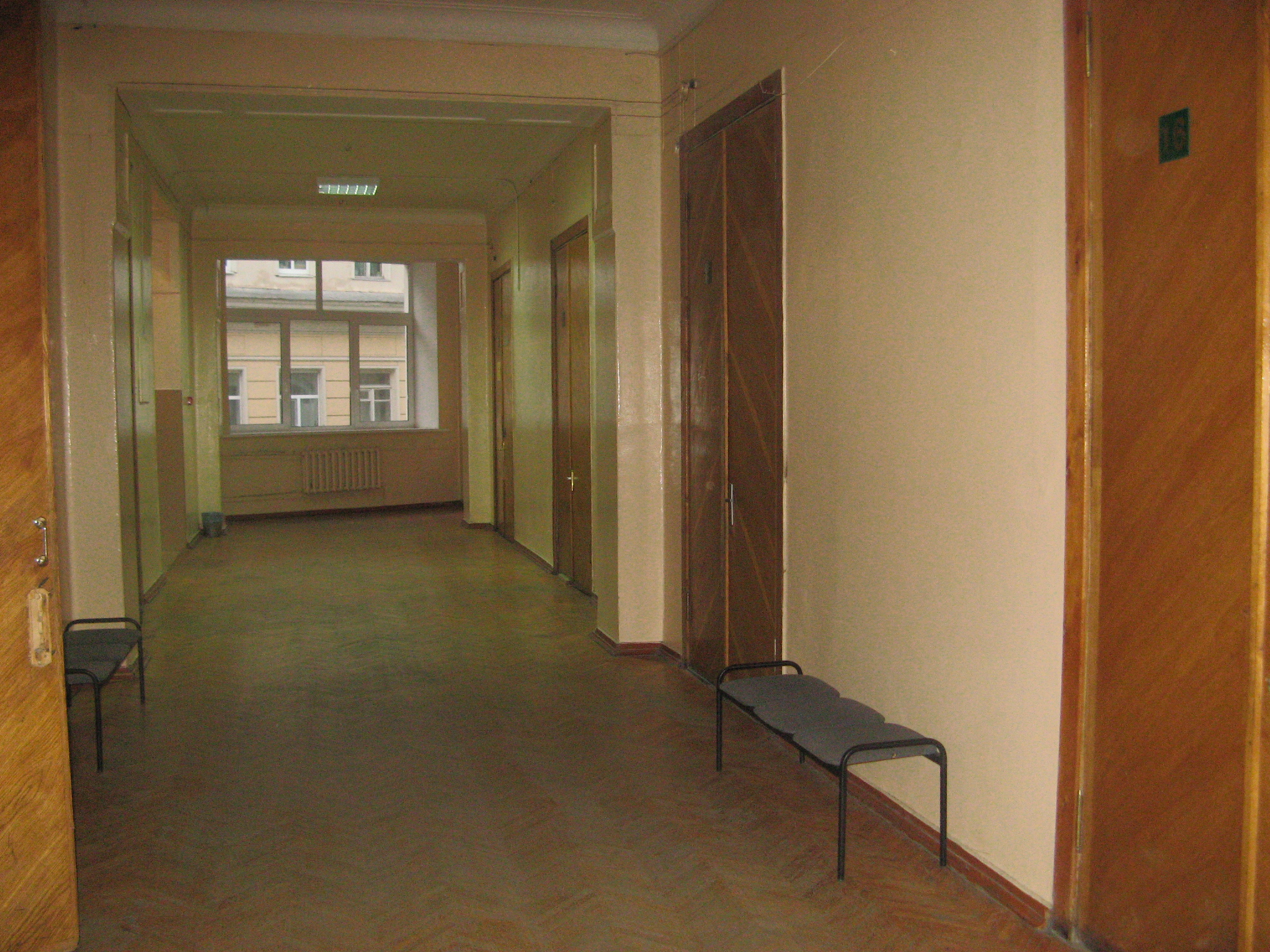
Бывшее здание школы в Мерзляковском пер. Интерьер

Благодаря тому, что школа была расположена в центре Москвы и считалась одной из лучших по уровню обучения, в ней учились дети видных политиков советского периода: С. М. Будённого, Н. И. Бухарина, А. М. Василевского, Я. Б. Гамарника, О. И. Городовикова, Д. Д. Дегтяря, А. Г. Зверева, Л. М. Кагановича, Н. Г. Кузнецова, М. М. Литвинова, К. Б. Радека, А. А. Трояновского, С. К. Тимошенко, И. П. Уборевича, Д. И. Ульянова, М. В. Хруничева, Н. С. Хрущёва, М. Ф. Шкирятова, А. С. Щербакова, Демьяна Бедного, С. А. Есенина, Я. А. Протазанова и др.
В 1941—1943 годах — в эвакуации в Горьковский области. Многие ученики и учителя школы ушли на фронт. На здании школы установлена мемориальная доска с именами ста учителей и учеников, не вернувшихся с войны.
В 1944 году в СССР были введены аттестаты зрелости (существовавшие и в дореволюционной России) и медали «За отличные успехи и примерное поведение». Первую золотую медаль и аттестат № 000001 получил выпускник 110-й школы Е. Д. Щукин, будущий академик. Фамилии золотых и серебряных «медалистов» выбивались на мраморных досках, находившихся в актовом зале школы. При последующих ремонтах они были утрачены.
С 1943 по 1954 годы при введении раздельного обучения школа являлась мужской. В 1958 году в состав школы влились ученики и педагоги школы № 100, в 1967 году — школы № 25.
К 1964 году школа переехала в реконструированное и расширенное здание бывшей 100-й школы в Столовом переулке. В старом здании школы ныне находится Академический музыкальный колледж при Московской консерватории.
С 1967 года школа специализируется на изучении испанского языка, получила имя Че Гевары, затем Мигеля Эрнандеса. В этом году к ней была присоединена специализированная школа № 25 (с изучением ряда предметов на испанском языке).
22 июня 1971 года во дворе школы открыт памятник «Реквием. 1941 год. Моим одноклассникам, погибшим на войне» (скульптор Д. Ю. Митлянский, архитекторы Е. А. Розенблюм, П. И. Скокан). На памятнике скульптурно изображены одноклассники автора Юрий Дивильковский, Игорь Купцов, Игорь Богушевский, Григорий Родин и Габор Рааб. На постаменте была сделана надпись «Будьте памяти павших достойны. 1941—1945».
Зимой 1993 года памятник был реконструирован (размеры скульптур уменьшены) и установлен на стене здания школы, выходящей в Ножовый переулок. Авторы проекта реконструкции — Д. Ю. Митлянский и Б. С. Маркус.

## Позиции в рейтингеДепартамента образования города Москвы

### Школа № 110
- 2011—2012 учебный год: 132 место (из 300)[4]

- 2012—2013 учебный год: 292 место (из 400)[5]

### Школа № 2123
- 2013—2014 учебный год: 82 место (из 400)[6]
- 2014—2015 учебный год: 133 место (из 500)[7]
- 2015—2016 учебный год: 173 место (из 300)[8]
- 2016 — 2017 учебный год: 214 место (из 292)[9]
- 2017 – 2018 учебный год: 139 место (из 399)[10]

## Другие школы № 110 в Москве
Этот же номер имеют:
- специальная корректирующая школа-интернат для детей-сирот (Москва, ул. Долгоруковская, 30)
- начальная школа (Москва, ул. Вильнюсская, 8, корп. 3), филиал средней школы (Голубинская, 5, корп. 4)